# Сульфат алюминия-калия
Сульфат алюминия-калия — неорганическое соединение, двойная соль алюминия, калия и серной кислоты, белые гигроскопичные кристаллы, хорошо растворимые в воде. Образует кристаллогидрат — алюмокалиевые квасцы.

## Получение
- Совместная кристаллизация сульфатов калия и алюминия:

{\displaystyle {\mathsf {K_{2}SO_{4}+Al_{2}(SO_{4})_{3}+24H_{2}O\ {\xrightarrow {\ }}\ 2KAl(SO_{4})_{2}\cdot 12H_{2}O}}}
- Обжиг минерала алунита K2SO4•Al2(SO4)3•Al(OH)3 с последующим выщелачиванием и перекристаллизацией.

## Физические свойства
Сульфат алюминия-калия — белые гигроскопичные кристаллы, хорошо растворимые в воде.
Из водных растворов выделяется в виде кристаллогидрата KAl(SO4)2•12H2O — бесцветных кристаллов кубической сингонии, пространственная группа P a3, параметры ячейки a = 1,2158 нм, температура плавления 92°С (в собственной кристаллизационной воде).

## Химические свойства
- Разлагается при сильном нагревании:

{\displaystyle {\mathsf {4KAl(SO_{4})_{2}\ {\xrightarrow {800^{o}C}}\ 2K_{2}SO_{4}+2Al_{2}O_{3}+6SO_{2}+3O_{2}}}}
- Кристаллогидрат при нагревании плавится в кристаллизационной воде, а затем дегидратируется в несколько стадий с образованием конечного продукта — безводного, или «жжёного», сульфата алюминия-калия:

{\displaystyle {\mathsf {KAl(SO_{4})_{2}\cdot 12H_{2}O\ {\xrightarrow[{-H_{2}O}]{}}\ KAl(SO_{4})_{2}\cdot 8H_{2}O\ {\xrightarrow[{-H_{2}O}]{}}\ KAl(SO_{4})_{2}\cdot 2H_{2}O\ {\xrightarrow[{-H_{2}O}]{120^{o}C}}\ KAl(SO_{4})_{2}}}}
- Водные растворы имеют кислую реакцию из-за гидролиза по катиону алюминия:

{\displaystyle {\mathsf {[Al(H_{2}O)_{6}]^{3+}+H_{2}O\ \rightleftarrows \ [Al(H_{2}O)_{5}(OH)]^{2+}+H_{3}O^{+}}}}
- Реагирует с щелочами с различным результатами, в зависимости от концентрации и температуры:

{\displaystyle {\mathsf {KAl(SO_{4})_{2}+3KOH\ {\xrightarrow {}}\ Al(OH)_{3}+2K_{2}SO_{4}}}}
{\displaystyle {\mathsf {KAl(SO_{4})_{2}+4KOH\ {\xrightarrow {}}\ K[Al(OH)_{4}]+2K_{2}SO_{4}}}}
{\displaystyle {\mathsf {KAl(SO_{4})_{2}+3KOH\ {\xrightarrow {100^{o}C}}\ AlO(OH)+2K_{2}SO_{4}+H_{2}O}}}

## Применение
- Адъювант инактивированных вакцин
- Дубильные средства в кожевенной промышленности.
- Протрава при крашении тканей.
- Проклеивание бумаги в целлюлозной промышленности.
- Коагулянт при очистке сточных вод.
- В фотоделе.
- Как сырьё для кристаллических дезодорантов (део-кристаллы).
- При создании огнеупорных тканей.
- Производство искусственных продуктов питания в странах Юго-Восточной Азии.